# 李鍾淳
李 鍾淳（イ・ジョンスン、朝鮮語: 이종순、1891年11月14日 - 没年不詳）は、日本統治時代の朝鮮および大韓民国の伝道師、独立運動家、政治家。制憲韓国国会議員。
キリスト教徒。

## 経歴
江原道襄陽郡または春城郡出身。束草漢文書堂修業、朝鮮南監理教訳者養成所修了。イエス教元山地方伝道師を務めたが、三・一運動により4年（または5か月）間投獄された。出獄後は湖山基督教青年会総務、基督教春川青年会執行委員を務め、農業、土木業を営んだ。解放後は大韓独立促成国民会春城郡支部委員長、韓国民族代表者大会代議員、制憲国会議員を務めた。
政界引退後は消息不明だが、1962年7月17日に制憲議員としてイベントに参加した。